# 226
سنة 226 م (بالأرقام الرومانية: CCXXVI) كانت سنة بسيطة تبدأ يوم الأحد (الرابط يظهر نموذج الجدول الزمني الكامل للسنة) من التقويم اليولياني. بدأت تسمية السنة ب226 منذ العصور الوسطى المبكرة، عندما أصبح تقويم أنو دوميني هو الأسلوب السائد في أوروبا لتسمية السنوات.

## الأحداث

### حسب المكانِ

#### آسيا
- ساو روي يصبح إمبراطوراً على مملكة وي الصينية.

## المواليد
- وانج باي، فيلسوف صيني.

## الوفيّات
- ساو باي، إمبراطور مملكةِ وي الصينية.
- شي إكسيي، حاكم جيا أوزهي.
- أرتبانوس الرابع، الحاكم الأخير للإمبراطوريةِ البارثية.